# Paral·lel 68° sud
El paral·lel 68° sud és una línia de latitud que es troba a 68 graus sud de la línia equatorial terrestre, a uns 49 kilòmetres al sud del cercle polar antàrtic. Travessa l'oceà Antàrtic i l'Antàrtida (25 %).

## Geografia
En el sistema geodèsic WGS84, al nivell de 68° de latitud sud, un grau de longitud equival a 41,882 km; la longitud total del paral·lel és de 15.506 km, que és aproximadament 37,5% de la de l'equador, del que es troba a 7.546 km i a 2.456 km del pol Sud

## Arreu del món
A partir del Meridià de Greenwich i cap a l'est, el paral·lel 68° sud passa per: 
| Coordenades                               | País. Territori o mar | Notes |
| ----------------------------------------- | --------------------- | --- |
| 68° 0′ S, 0° 0′ E / 68.000°S,0.000°E      | Oceà Antàrtic         | |
| 68° 0′ S, 44° 3′ E / 68.000°S,44.050°E    | Antàrtida             | Terra de la Reina Maud, reclamat per Noruega · Territori Antàrtic Australià, reclamat per Austràlia                                             |
| 68° 0′ S, 69° 51′ E / 68.000°S,69.850°E   | Oceà Antàrtic         | |
| 68° 0′ S, 80° 5′ E / 68.000°S,80.083°E    | Antarctica            | Territori Antàrtic Australià, reclamat per Austràlia · Terra Adèlia, reclamat per França · Territori Antàrtic Australià, reclamat per Austràlia |
| 68° 0′ S, 148° 31′ E / 68.000°S,148.517°E | Oceà Antàrtic         | |
| 68° 0′ S, 67° 13′ O / 68.000°S,67.217°O   | Antàrtida             | Península Antàrtica, reclamat per Argentina, Xile i Regne Unit                                                                                  |
| 68° 0′ S, 60° 6′ O / 68.000°S,60.100°O    | Oceà Antàrtic         | Mar de Weddell |